# Hahnia arizonica
Hahnia arizonica là một loài nhện trong họ Hahniidae.
Loài này thuộc chi Hahnia. Hahnia arizonica được Ralph Vary Chamberlin & Wilton Ivie miêu tả năm 1942.